# Leuctra besucheti
Leuctra besucheti är en bäcksländeart som beskrevs av Aubert 1962. Leuctra besucheti ingår i släktet Leuctra och familjen smalbäcksländor. Inga underarter finns listade i Catalogue of Life.